# Moralitat i cinema
Moralitat i cinema: primera revista catòlica d'informació cinematogràfica, va ser una publicació reusenca que va sortir l'any 1935.

## Característiques tècniques
De periodicitat mensual, tan sols en van sortir dos números (1, V-1935, 2 VI-1935). Mida quart, els números coneguts tenien 16 pàgines. Escrit a pàgina completa, només una secció, «Noves», tenia dues columnes. La llengua usada era el català i el castellà. La redacció era al raval de Salmerón (actualment raval del Pallol), 5, primer pis.

## Contingut
Publicava textos de crítiques cinematogràfiques que extreia de diversos diaris barcelonins, sobretot d'El Matí i El Correo Catalán. De tendència catòlica i dretana, defensava els valors patriòtics, baronívols i de sacrifici. S'hi feien crítiques morals sobre les pel·lícules que es projectaven a les sales de l'època, i s'hi inserien articles d'altres diaris dels que en feia valoracions pròpies. Publicaven un gràfic amb els títols dels films, on, amb un sistema numèric, indicaven si la pel·lícula era òptima o dolenta, si tothom la podia veure o no era apta.
La mateixa revista es definia així: «Aquesta revista [...] ve a omplenar un buid, sentit pels directors de cinemes catòlics, col·legis, sales parroquials i per tantes famílies que, no volen renunciar a projectar o veure els films que s'estrenen, volen tindre un judici cert sobre l'espectacle que s'anuncia […] tindran a mà un judici clar i concret per cada film […] d'afectuosa acullida de part de l'autoritat eclesiàstica a la que, com a catòlics, fem submissió filial i absoluta"
De la seva aparició se'n va fer ressò La Vanguardia, en l'edició del 25 de maig de 1935, dins de la secció de Cinematografía, amb un comentari valoratiu i, fins i tot, reproduint-ne un article. Quatre pàgines abans, en la secció de Notas comarcales, l'apartat de Tarragona refereix que «Ha aparecido en ésta una revista titulada Moralitat i Cinema, que, como el título indica, se propone intervenir y orientar a fin de moralizar el ambiente cinematográfico». El primer número portava una presentació del cardenal Gomà, i al número 2 un text de Pius XI criticant el cinema immoral. Aquest segon número té les pàgines numerades a partir del número 17, perquè els números són correlatius amb el número anterior.
Se'n conserva una col·lecció a la Biblioteca Central Xavier Amorós de Reus i també a la biblioteca del Centre de Lectura de Reus.